# Синдром Морганьи — Стюарта — Мореля
Синдром Морганьи — Стюарта — Мореля (метаболическая краниопатия) — состояние, связанное с широким спектром эндокринных проблем, включая сахарный и несахарный диабеты и гиперпаратиреоз. Другие признаки и симптомы включают головную боль, головокружение, избыточное оволосение по мужскому типу, проблемы с менструацией, галакторею, ожирение, депрессию и эпилептические припадки. Утолщение внутренней поверхности лобной части черепа является, как правило, начальной стадией заболевания, известного как hyperostosis frontalis interna.

## История открытия
Синдром впервые был описан в 1765 году итальянским патологоанатомом Джованни Баттиста Морганьи и позднее, в 1928 году, английским неврологом Дугласом Стюартом. Швейцарский врач Фердинанд Морель (1888—1957) в 1930 году к клинической картине добавил нарушения менструального цикла и импотенцию. Термин «синдром Морганьи — Стюарта — Мореля» введён в 1937 году Фольке Хеншеном.

## Этиологияипатогенез
Этиология заболевания до конца не изучена, но оно связано с гипертрофией коры надпочечников в связи с гиперсекрецией адренокортикотропного гормона, влияние которой и обусловливает вторичные симптомы. Похожие симптомы были отмечены у женщин с повышенным пролактином на фоне гиперостоза лобной кости в 43 % случаев. Ряд исследований показал аутосомно-доминантное наследование заболевания. Заболевание характерно в основном для женщин.

## Диагностика
Диагноз ставят на основе жалоб и клинической картины; также используют гистологические методы исследования. На рентгенограмме визуализируется утолщение лобной кости. Синдром Морганьи — Стюарта — Мореля дифференцируют в первую очередь от болезни Иценко — Кушинга и адипозогенитальной дистрофии.

## Лечение
Лечение симптоматическое. В редких случаях может быть хирургически удалена разросшаяся внутренняя часть лобной кости.